# ولایت موتسو (۱۸۶۸)

نقشه ژاپن در (سال ۱۸۶۸). این ولایت با رنگ تیره مشخص شده است.

ولایت موتسو (به ژاپنی: 陸奥国 Mutsu no kuni) یکی از ولایت‌ها در تقسیم‌بندی کشوری قدیم ژاپن بود.